# Kurt Pommerenke
Kurt Pommerenke (* 1930er/1940er Jahre) ist ein ehemaliger deutscher Radrennfahrer und DDR-Meister im Radsport.

## Sportliche Laufbahn
Pommerenke war in der DDR aktiv. Er startete für die SG Dynamo Gera und den SC Dynamo Berlin im Bahnradsport. Nach den DDR-Meisterschaften 1964 wurde er in die Nationalmannschaft berufen. 
Seine Platzierungen bei DDR-Meisterschaften:
- 1961: zweiter Platz in der Mannschaftsverfolgung mit dem Team Horst Staps / Kurt Pommerenke / Dieter Hupke / Erhard Hancke[1]
- 1962: zweiter Platz in der Mannschaftsverfolgung mit dem Team Erhardt Hancke / Peter Gröning / Kurt Pommerenke / Dieter Hupke[1]
- 1963: dritter Platz im 1000-Meter-Zeitfahren[2]
- 1964: erster Platz im Zweier-Mannschaftsfahren mit Jürgen Wanzlick[3]
- 1964: zweiter Platz im 1000-Meter-Zeitfahren[2]